# Friabilimeter
Ein Friabilimeter dient der Bestimmung der Mürbigkeit von Gerstenmalzkörnern durch einen Abriebvorgang.
Die Ermittlung des Friabilimeterwerts dient neben anderen Indikatoren der standardisierten Analyse der chemischen Verhältnisse in bzw. der Eigenschaften oder Qualität von Gerstenmalz.

## Funktionsweise
In einer standardisierten Mahlapparatur wird das Malz gemahlen und die entstehenden kleineren Teile abgesiebt. Dann wird der entsprechende Teil größerer Teile gewogen. Aus diesem Teil wird dann noch der Anteil der ganz oder herunter bis zu 75 % der originalen Korngröße erhaltenen Anteile ermittelt. Zur Kalibrierung ist neben den Geräteeigenschaften auch noch der Wasseranteil des Malzes entscheidend, der durch Vermahlung eines standardisierten Malzes als Vergleich berücksichtigt wird.